# ハイゴケ目
ハイゴケ目 (Hypnales) は、蘚類の分類群の1つ。かつての分類体系でシトネゴケ目 (Hypnobryales)、イヌマゴケ目 (Isobryales) などとされていた分類群の大部分を含む。ただし、本分類群の系統分類については議論があり、研究者によって含まれる種が異なる。

## 概要
ハイゴケ目は、蘚類の半分を占める腋蘚類 (pleurocarpous mosses) に分類され、全腋蘚類の半数がハイゴケ目に属しているとされる。ハイゴケ目には40科ほどが含まれているとされるが、ハイゴケ目を含む腋蘚類の分類は非常に困難で、分類についての見解は一致していないところがある。

## 科

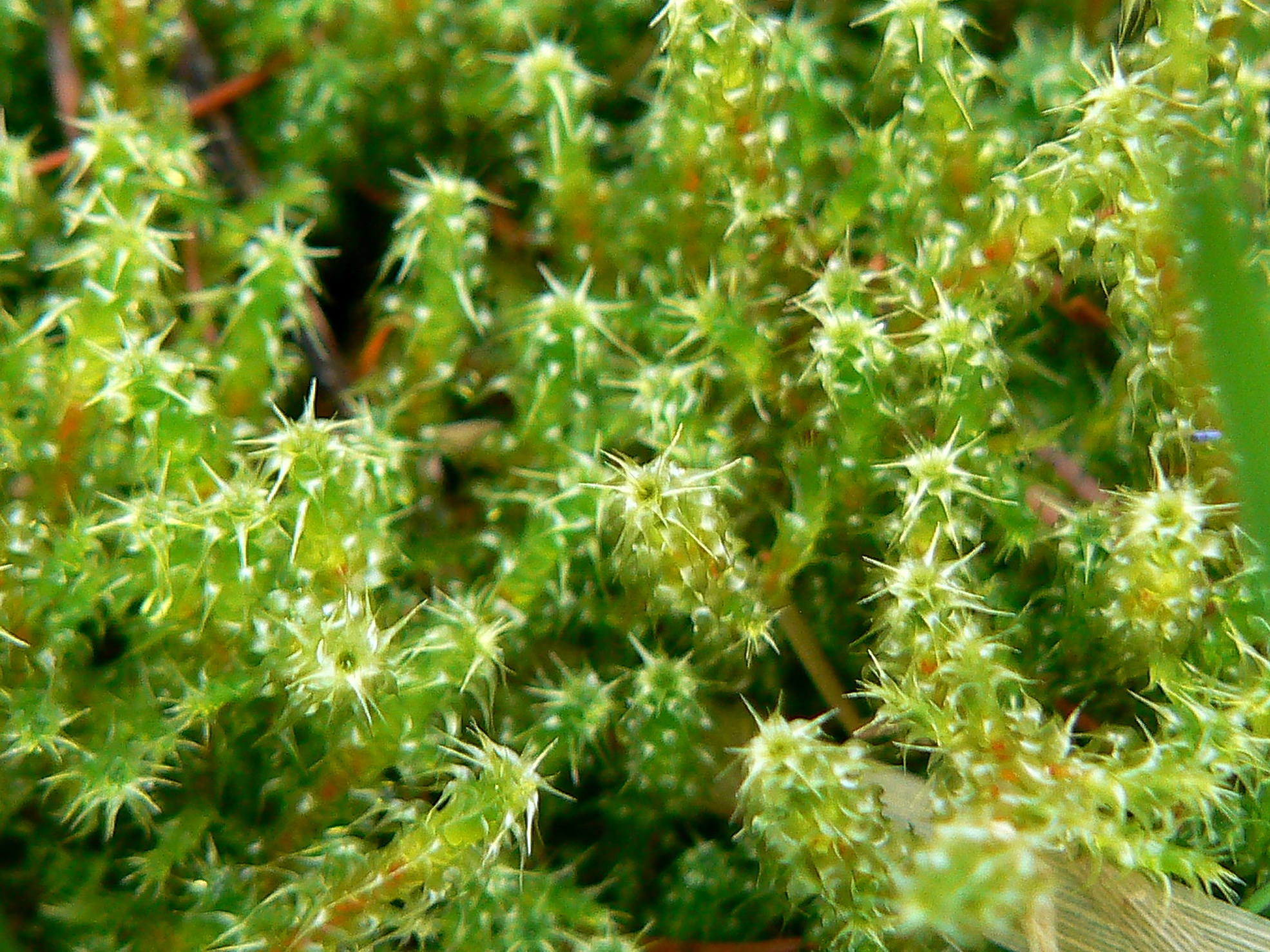
フサゴケ（イワダレゴケ科）

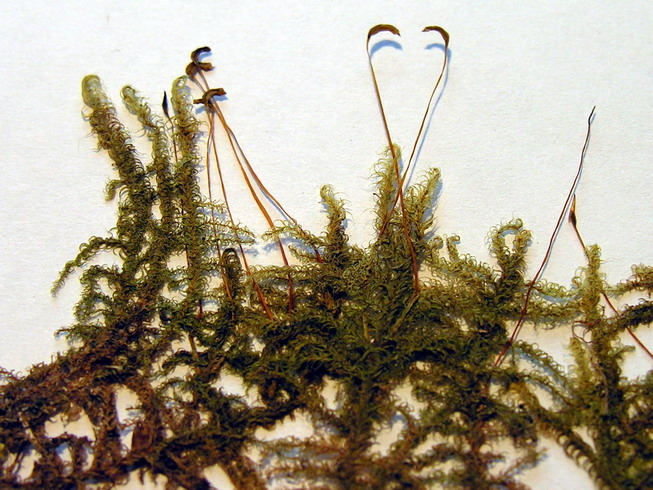
カギハイゴケ（ヤナギゴケ科）

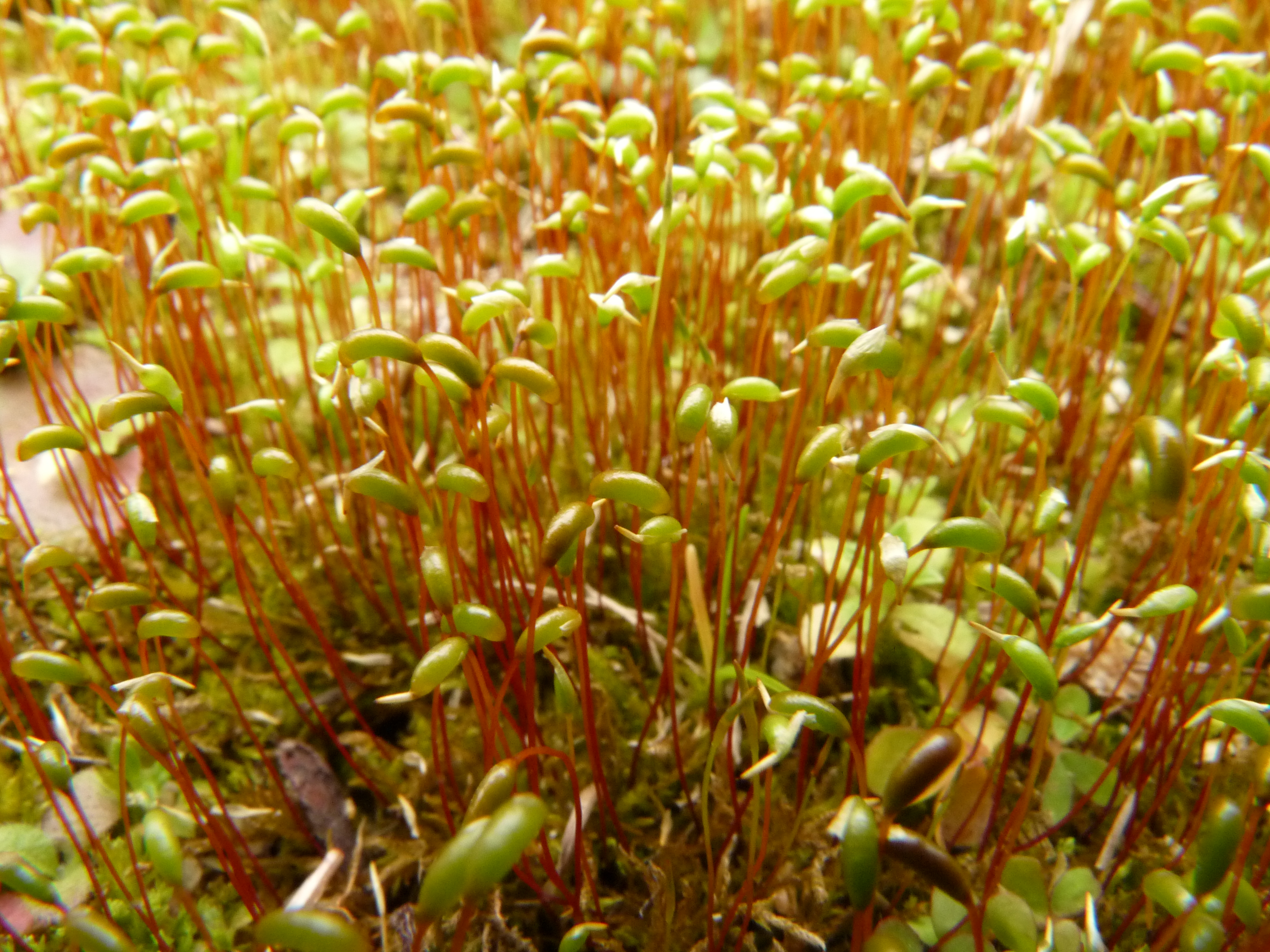
ノミハニワゴケ（シノブゴケ科）

一部の科は、分類方法によっては別目とされることもある。以下のリストは Frey et al. (2009) に従った。
- ヤナギゴケ科 Amblystegiaceae  - ヤナギゴケなど
- Anomodontaceae
- アオギヌゴケ科 Brachytheciaceae  - アオギヌゴケ、ハネヒツジゴケなど
- Calliergonaceae
- Catagoniaceae
- コウヤノマンネングサ科 Climaciaceae - コウヤノマンネングサ、フロウソウなど
- イトヒバゴケ科 Cryphaeaceae
- Echinodiaceae
- ツヤゴケ科 Entodontaceae
- コゴメゴケ科 Fabroniaceae
- カワゴケ科 Fontinalaceae - カワゴケ、クロカワゴケなど
- Helodiaceae
- イワダレゴケ科 Hylocomiaceae - イワダレゴケなど
- ハイゴケ科 Hypnaceae  - ハイゴケ、ハイヒバゴケなど
- ウスグロゴケ科 Leskeaceae
- トラノオゴケ科 Lembophyllaceae
- Leptodontaceae
- Lepyrodontaceae
- Leskeaceae
- イタチゴケ科 Leucodontaceae
- ハイヒモゴケ科 Meteoriaceae
- Microtheciellaceae
- Miyabeaceae
- Myriniaceae
- Myuriaceae
- ヒラゴケ科 Neckeraceae - ヒラゴケなど
- Orthorrhynchiaceae
- Phyllogoniaceae
- サナダゴケ科 Plagiotheciaceae - サナダゴケなど
- タイワントラノオゴケ科 Prionodontaceae
- Pterigynandraceae
- ヒムロゴケ科 Pterobryaceae
- Pylaisiadelphaceae
- ニセウスグロゴケ科 Regmatodontaceae
- フトゴケ科 Rhytidiaceae
- Rutenbergiaceae
- ナガハシゴケ科 Sematophyllaceae  - ナガハシゴケなど
- Sorapillaceae
- Stereophyllaceae
- Symphyodontaceae
- ヒゲゴケ科 Theliaceae
- シノブゴケ科 Thuidiaceae  - シノブゴケなど
- Trachylomataceae